# Deltarune
Deltarune (Eigenschreibweise: deltarune) ist ein episodisches Indie‐Computer‐Rollenspiel des US‐amerikanischen Entwicklers Toby Fox. Es teilt sich einige Charaktere und manche Spielmechaniken mit Undertale, dem vorherigen Spiel des Entwicklers, ist jedoch keine Fortsetzung der Handlung, sondern spielt in einer anderen Welt.
Die ersten beiden Kapitel des Spiels fungieren gleichzeitig als Demoversion und erschienen erstmals am 31. Oktober 2018 beziehungsweise am 17. September 2021. Mehrere weitere Kapitel, die als kostenpflichtiges Bündel erscheinen sollen, sind in Entwicklung durch Toby Fox und ein von ihm dafür aufgebautes Team.

## Spielprinzip
In Deltarune bewegt man seine Spielfigur durch die Welt, um mit ihr und ihren Bewohnern zu interagieren. Es lassen sich in der Welt eine Vielzahl an Rätsel finden, die oft auch zum Fortkommen gelöst werden müssen. Auch gibt es vereinzelte Bullet‐Hell‐Segmente, ähnlich denen in Kämpfen.

### Kampfsystem
Trifft man auf einen feindlichen Bewohner, beginnt ein Kampf. Die meisten Kämpfe lassen sich entweder mit Gewalt oder friedlich beenden; anders als in Undertale ist es jedoch nicht möglich, seine Gegner im Kampf zu töten. Besiegt man sie gewalttätig, laufen sie stattdessen weg.
Man kontrolliert im Verlaufe des Spiels bis zu drei Charaktere, denen man auch im Kampf Befehle geben kann. Jeder Charakter kann angreifen, um dem Gegner Schaden zuzufügen, und sich verteidigen, was die Anzahl Tension Points (Abkürzung: TP; deutsch: Spannungspunkte) erhöht sowie eingehenden Schaden für diesen Charakter in der nächsten Runde verringert. Nur der Gruppenleiter, der auch außerhalb von Kämpfen kontrolliert wird, kann ACTs (deutsch: agieren) einsetzen, welche je nach Gegner unterschiedlich sind und unterschiedliche Auswirkungen haben. Manche ACTs beinhalten auch andere Charaktere, durch diese können sie in der Runde jedoch keine eigene Aktion ausführen. Die nicht-menschlichen Charaktere können die gesammelten TP nutzen, um Magie einzusetzen. Auch verschiedene Items können im Kampf von allen Charakteren eingesetzt werden, beispielsweise zur Heilung.
Gewalttätig können Kämpfe beendet werden, indem den Gegnern genug Schaden zugefügt wird. Um sie friedlich zu beenden, gibt es hingegen mehrere Wege. Es ist zum einen möglich, Gegner dazu zu bringen, nicht mehr kämpfen zu wollen, meistens durch eine bestimmte Reihenfolge von ACTs, wodurch ihnen dann Gnade gezeigt werden kann; zum anderen können sie, ebenfalls oft durch ACTs, schläfrig gemacht werden, wodurch ein Besänftigungszauberspruch anwendbar wird, der sie aus dem Kampf entfernt. Manche Kämpfe enden auch von selbst, indem der Gegner verschwindet.
Greift der Spieler an, erscheint auf dem Bildschirm ein Balken, der sich auf eine weiße Umrandung zubewegt. Bestätigt der Spieler seine Auswahl, wird der Angriff ausgeführt, wobei der Schaden davon abhängt, wie nah der Balken an der Umrandung gekommen ist. Befand er sich beim Angriff in der Umrandung, ist der Schaden am größten.
Die Gegner greifen durch Bullet‐Hell‐Segmente an. Der Spieler kontrolliert während diesen ein Herz innerhalb eines Kasten, welches die Gegner attackieren. Die Attacken zu berühren, fügt dem Charakter, der das Ziel der Attacke war, Schaden zu. Wird die Attacke jedoch gestreift, ohne berührt zu werden, erhöhen sich die TP.

## Handlung
Die Geschichte von Deltarune erstreckt sich über mehrere Kapitel, von denen vier bereits veröffentlicht wurden. Obwohl Deltarune einige Charaktere und Elemente aus Undertale enthält, findet es in einem anderen Universum statt.

### Erstes Öffnen
Das Spiel beginnt damit, dass der Spieler aufgefordert wird, einen Avatar zu erstellen und zu benennen, aber der als Gefäß beschriebene Avatar wird schließlich verworfen, da „niemand wählen kann, wer er in dieser Welt ist“.

### Kapitel eins – Der Anfang
Der Spieler erhält die Kontrolle über den Hauptcharakter des Spiels, Kris. Kris ist ein Adoptivkind der Dreemurr-Familie, und ist der einzige Mensch in der Stadt Hometown (deutsch: Heimatstadt), die sonst ausschließlich von Monstern bewohnt wird. Toriel, bekannt aus Undertale, bringt Kris zur Schule, wo Kris dann auf die Klassenkameradin Susie trifft. Als die beiden schließlich neue Kreide holen wollen, finden sie einen Schrank. Merkwürdigerweise wird die Atmosphäre dunkel, dennoch entschieden die beiden hineinzugehen, wo sie urplötzlich in einer Dark World (deutsch: Dunkelwelt) landen.
Nach einer Verfolgungsjagd mit einer unerkennbaren Gestalt treffen sie auf das Dunkelschloss, in welchem Dunkel-Prinz Ralsei lebt. Dieser erklärt, dass er, Susie und Kris auserwählte Helden seien, welche die zweite, Dark Fountain (deutsch: Dunkel Fontäne) schließen müssen, um das Gleichgewicht zwischen Licht und Dunkelheit wiederherzustellen. Die zweite Fontäne wird vom König des Card Kingdom (deutsch: Kartenkönigreich) kontrolliert.
Susie ist anfangs skeptisch und möchte gar nicht helfen, doch dann treffen die drei auf Lancer, den vorherigen Verfolger und der Sohn des Königs. Die Helden machen sich durch die große Tür auf den Weg.
Lancer stellt den Helden anfangs schlechte Fallen, und schon bald bilden Susie und Lancer ein Team und trennen sich von der Party. Es folgen diverse Puzzles, und ein kurzer Kampf gegen Susie und Lancer, die sich wieder der Party anschließen. Davor muss man eine Maschine bauen, die aber von den beiden zerstört wird. Als Lancer bemerkt, dass sie den König bekämpfen müssen, lässt er die drei Helden in den Kerker des Schlosses des Königs bringen. Dort kann Susie aber flüchten, aber Lancer steht ihr im Weg. Es folgt ein Kampf ohne große Kontrolle des Spielers. Ralsei und Kris werden befreit und machen sich auf dem Weg zum Dach des Schlosses. An diesem Punkt kann der erste optionale Bosskampf gestartet werden, indem man den Keller des Schlosses betritt. Angekommen auf dem Dach beginnt der Bosskampf gegen den König. Währenddessen erzählt dieser, dass er für den Knight kämpft, welcher den Darknern (die Bewohner der Dark World) einen neuen Sinn gab und die zweite Fontäne erschuf. Je nachdem ob man Darkner bekämpft oder alle verschont hat, verändert sich das Ende des Bosskampfes in geringem Maße. Bei einer Verschonung helfen die Darkner, angeführt von Lancer, den Helden beim Kampf gegen den König, während es nach einer aggressiven Route Ralsei ist, der den König einschläfert und besiegt.
Nach dem Kampf schließt Kris die Dark Fountain. Daraufhin kehren Kris und Susie zurück in die Heimatstadt; es ist inzwischen Nachmittag. Kris und Susie haben durch ihr Abenteuer eine Freundschaft begonnen. Der Spieler hat nun die Möglichkeit, mit Kris alleine die Stadt zu erkunden. Der Spieler kann mit vielen aus Undertale bekannten Charakteren interagieren, unter anderem Sans, Undyne und Asgore. Geht man ins Bett, folgt eine Zwischensequenz, in welcher Kris seine Seele in einen Vogelkäfig innerhalb des Schlafzimmers wirft, wodurch dem Spieler die Kontrolle entzogen wird.

### Kapitel 2 – Die Cyber-Welt
Am nächsten Tag gehen Kris und Susie in den Computerraum der Bibliothek, um dort mit Noelle und dem Musterschüler Berdly an einem Schulprojekt zu arbeiten. Der Raum entpuppt sich jedoch als Portal zur Cyber-Welt – eine weitere Darkworld, die von der Roboterkönigin Queen beherrscht wird. Als Kris und Susie dort ankommen, müssen sie mitansehen, wie Noelle von Queen entführt wird. Kurz darauf schließt sich Ralsei den Helden an, da er die Anwesenheit einer neuen Dunklen Fontäne gespürt habe.
Die Helden besiegen Berdly, der sich Queen angeschlossen hat. Die Gruppe wird darauf erneut von Noelle getrennt. Susie macht sich mit Ralsei auf, während Kris alleine als bald auf Noelle trifft und ihr Hilft Queen zu entkommen. Nach einer erneuten Vereinigung, nun auch mit Berdly, werden die 4 Schüler erneut gefangen genommen. Kris und Susie entkommen mit Lancers Hilfe, der sich alsbald in Stein verwandelt, da er in der falschen Darkworld ist. Sie überreden Berdly, die Seite zu wechseln, welcher zugibt, nur dank Noelle so gut in der Schule zu sein. Ralsei, der als Butler angestellt wurde, findet sie und schließt sich ihnen erneut an. Auf dem Dach von Queen’s Mension zwingt diese Berdly, durch ein Kabel an ihrer Seite zu kämpfen. Nach dem Sieg der Gruppe und der Befreiung von Berdly erzählt sie, dass ein gewisser Knight die Cyber-Welt erschaffen hat und dass jeder Bewohner der Lightworld (deutsch: Lichtwelt) unter Benutzung von Entschlossenheit Darkworlds erschaffen kann. Sie greift die Gruppe mit einem riesigen Roboteranzug an und droht, die Helden zu töten, wenn Noelle keine Dunkle Fontäne erzeugt, aber Noelle schnauzt Queen an, dass sie es satt hat, kontrolliert zu werden. Queen erkennt ihren Fehler und fordert Noelle auf, ihre persönliche Traumwelt zu erschaffen, womit Susie und Berdly einverstanden sind, da sie die Lightworld für langweilig halten. Ralsei warnt sie, dass durch das Öffnen zu vieler Fontänen ein Ereignis namens Roaring heraufbeschworen und die Welt ins Chaos gestürzt wird. Queen und die anderen verwerfen daraufhin ihren Plan, eine Traumwelt zu erschaffen. Kris und Susie schließen die Dunkle Fontäne der Cyber-Welt und bringen Queen mitsamt ihrer Untertanen in Ralseis Darkworld.
Als die vier Schüler im Computerraum erwachen, sind Noelle und Berdly davon überzeugt, dass ihr Abenteuer ein Traum war. Susie begleitet Kris nach Hause und wird von Kris’ Mutter Toriel hereingebeten. Im Badezimmer reißt Kris sich erneut die Seele aus dem Leib und klettert aus dem Fenster. Nachdem Kris zurückgekehrt ist, entdeckt Toriel, dass die Reifen ihres Autos aufgeschlitzt wurden, ruft die Polizei und schlägt vor, dass Susie die Nacht hier verbringt. Nachdem alle eingeschlafen sind, reißt Kris seine Seele noch einmal heraus, öffnet die Haustür einen Spalt, schaltet den Fernseher im Wohnzimmer ein und benutzt ein Messer, um eine Dunkle Fontäne im Wohnzimmer zu öffnen. Ein Lächeln erscheint auf dem Fernsehbildschirm.

#### Snowgrave-Route
Wenn der Spieler bestimmte Gegenstände erhält und Noelle dazu zwingt, alle Gegner mit Eismagie zu töten, nimmt die Geschichte einen anderen Verlauf, der von Fans als Snowgrave Route oder Weird Route bezeichnet wird. Der Spieler geht einen Deal mit dem verrückten, in Ungnade gefallenen Verkäufer Spamton ein, um Noelles Kampffähigkeiten zu stärken. Nachdem Noelle ihren SnowGrave-Zauber genutzt hat, um Berdly einzufrieren, kann die Route nicht mehr verlassen werden. Erschüttert über ihr eigenes Handeln, entschließt sich Noelle, Kris nicht mehr zu begleiten. Die Helden erreichen Queens Villa, die nun von Spamton übernommen wurde, doch Noelle ist zu erschöpft, um sich an Queens Plänen zu beteiligen. Ralsei informiert Queen frühzeitig über das Roaring und vermeidet so einen Kampf. Kris macht sich daraufhin auf, die Dunkle Fontäne zu versiegeln, wird aber von Spamton NEO aufgehalten, welcher bei einem normalen Spieldurchlauf als optionaler Boss im Keller von Queens Villa bekämpft werden kann. Da Kris ihn nicht besiegen kann, ruft der Spieler Noelle herbei, die Spamton sogleich einfriert. Die Schüler erwachen im Computerraum, doch Berdly scheint nicht aufzuwachen und Noelle beginnt, sich Sorgen wegen ihres „Albtraums“ zu machen.

## Entwicklung
Die erste Inspiration, ein Computerspiel zu entwickeln, bekam der Deltarune-Macher Toby Fox, als er Charaktere eines Kartenspiels der Künstlerin kanotynes auf Tumblr sah. Die Idee stellte er durch Undertale fertig, aber aus der ursprünglichen Inspiration wurde Deltarune.
Am 30. Oktober 2018 begann der Undertale‐Account bei Twitter eigenartige Nachrichten zu senden, welche den Leser schließlich baten in 24 Stunden zurückzukehren. Am nächsten Tag schickte der Account einen Link auf die Seite von Deltarune, wo das Spiel heruntergeladen werden kann.